# بورونية صغيرة الأوراق
بورونية صغيرة الأوراق (الاسم العلمي: Boronia microphylla) هي نوع من النباتات تتبع جنس البورونية من الفصيلة السذابية.